# بيكيرك (كامبريدجشير)
بيكيرك (بالإنجليزية: Peakirk)‏ هي قرية وأبرشية مدنية تقع في المملكة المتحدة في كامبريدجشير.